# Britha inambitiosa
Britha inambitiosa är en fjärilsart som beskrevs av John Henry Leech 1990. Britha inambitiosa ingår i släktet Britha och familjen nattflyn. Inga underarter finns listade i Catalogue of Life.